# 北元
北元（1368年9月14日－1388年11月1日），是明朝建國後漢文典籍對於元朝主力北遷撤回蒙古草原的殘存政權之稱，也被称为残元、故元。至正二十八年（1368年），明軍攻克大都（今北京），元順帝北走開平（今內蒙古正藍旗閃電河北岸），與明朝繼續對抗。北元始於至正二十八年（1368年），終於元天元帝天元十年（1388年），為韃靼與瓦剌所取代（蒙古人将明代蒙古诸部合称为「四十四万蒙古」）。
至正二十八年（1368年），明太祖朱元璋建立明朝，之後派遣徐達領兵進攻元朝首都大都，元順帝妥懽貼睦爾被迫放棄大都，北走上都。因國號仍稱「大元」，以其地處塞北，故稱之為「北元」。此時的北元仍控制著中書省的西部地區、嶺北行省、遼陽行省、甘肅行省、陝西行省，以及位於西南的飛地雲南行省等省份，仍保有一定的力量，其「引弓之士，不下百萬眾也；歸附之部落，不下數千里也。」與明朝南北對峙，可視作中國歷史上又一個南北朝時期。
經過與明朝的幾次戰爭，北元先後失去幾十萬兵力，再也無力南下與明朝相爭，元順帝試圖恢復中原故土的企圖徹底失敗。元順帝病重時，皇太子愛猷識理達腊已總理軍國重事，並在元順帝死後即位，是為元昭宗。而在即位的隔年（1371年），元昭宗建年號「宣光」，立意仿效周宣王姬靜、漢光武帝劉秀等中興帝王一樣中興大元，恢復元朝在中原的統治。宣光八年四月十三日（1378年5月10日），元昭宗去世，其弟元天元帝脫古思帖木兒繼位，繼續和明朝對抗，屢次進攻明朝邊境。天元十年十月初三日（1388年11月1日），阿里不哥後裔也速迭兒殺害元天元帝，廢除大元國號，國號復稱「蒙古」（明朝稱之為「韃靼」），蒙古北元時期結束。其對於明朝而言是失去了政治上的敵人，蒙古已經成為了「邊患」，而不再是前一個中原王朝的殘餘勢力。
自天元十年（1388年）也速迭兒殺害元末主篡位稱汗之後，蒙古開始逐漸分裂為東部韃靼（蒙古本部）、西部瓦剌诸部（四衛拉特），另有兀良哈、哈密等其他部落暂时臣服于明朝。明正統三年（1438年），瓦剌部的脫歡扶植大汗脫脫不花擊敗同時並立的大汗阿岱，統一了蒙古諸部。明正統十四年（1449年），脫歡之子也先入侵明朝，俘虜明朝皇帝明英宗朱祁鎮，史稱土木堡之變。1453年，也先舉行祭天大典，正式稱「大元田盛大可汗」，第二年去世，瓦剌後逐漸衰微。蒙古本部的達延汗中興，在15世紀末重新統一各部。達延汗以萬戶的名義分封汗國於其兒子與親戚，導致了蒙古大汗統治的權力下放，但是達延汗與蒙古貴族之間仍保持著良好的關係，孛兒只斤家族的內鬥並不嚴重，直到林丹汗統治期，蒙古在內部的紛爭中削弱了自身的力量。明崇禎八年四月二十八日（1635年6月12日），林丹汗之子額哲向當時的後金統治者皇太極投降，元太祖建立的蒙古帝國的正支汗统歷經430年之後正式宣告滅亡。

## 國號

### 定義
1368年后的蒙古政權有多種名稱，其中包括「北元」，但北元一词之所指存在争议。與元朝一樣，「大元」國號在1368年至1388年之間正式使用。元天元帝死後，「大元」國號與中國皇帝尊號被篡位的也速迭兒廢除，因此「北元」這個名稱一般在使用上僅指代1368至1388年，而不是从1368年至17世纪。「北元」的「北」用於區分1271年建立的元朝和1368年以後的政權。一些學者認為「大元」國號在达延汗統治期間短暫重新啟用，其汗號「達延」來自「大元」的音譯，然而此說存在爭議，其他觀點認為明朝通事的翻譯有誤，蒙古語中的Dayan有「全體」之意，應翻譯為全國的可汗。此外有證據表明，脫脫不花與也先在統治期間也曾經重新啟用「大元」國號與漢制稱號。

### 爭議
在中外蒙古史學者的論著中，屢見「北元」一詞，但是長期以來，對於這一史學概念的使用範疇卻眾說不一。爭論的焦點就是「北元」是指1368年－1388年這20年間的蒙古還是指1368年－1635年這268年間的蒙古。依《明史》傳統說法是1402年鬼力赤殺害坤帖木兒，為北元時期結束的時間。關於這個問題，蔡美彪與曹永年曾作過深入探討，認為「北元」應適用於元天元帝脫古思帖木兒敗亡而止，即1388年，此後大元國號已取消，仍稱蒙古。大元國號的廢棄一定意義上意味著蒙古政權放棄爭奪中原的目標，轉為立足於蒙古本身。
「北元」僅指1368年后蒙古政权的一個階段，其根據是：
1. 元天元帝脫古思帖木兒敗亡後，蒙古語文獻中不再見大元國號的使用。[38]
2. 元天元帝脫古思帖木兒敗亡後，元朝傳統的帝號、謚號、年號均不再見（也先[39]時期除外）。[40]

「北元」（1368年－1388年）僅代表一個時期的結束，其後進入《明史》所說的韃靼時期（為明朝一方所稱，蒙古方面一直以蒙古自稱）。但是從成吉思汗開始的「大蒙古國」政權仍然繼續，韃靼政權長期沿用元朝時代的漢制職官（如也先的官職為太師淮王），至達延汗時才基本取消。大蒙古國政權汗统延續至1635年察哈爾部為滿洲的後金所滅亡。
在英語中，对应「北元」的「Northern Yuan」一詞通常用於涵蓋1368年至1635年的整個蒙古歷史。不过，自脱古思帖木儿之后，蒙古政权就逐渐恢复到先前的游牧状态，许多从中原汉地学来的东西，逐渐地或者放弃，或者保留但变了样，其中就包括大元国号。是否继续高举大元国号的旗帜，对蒙古人来说既不那么重要，也没有多大的现实意义。除了1388年之前與大元天圣汗也先統治期間称「大元」之外，蒙古人仍然繼續稱作「大蒙古國」。故中文学界认为用明代蒙古来称呼这整个时期的蒙古要比「北元」更为合适，毕竟这个时期的蒙古和明朝的起始时间（1368-1644年）大体相同，而且当时的蒙古与明朝南北对峙，双方有着极为密切的政治、军事和经济交往。“明代蒙古”指明朝同時代的蒙古，其中的“明代”是时代的符号，表示14世纪中叶至17世纪的时间概念，故“明代蒙古”即指14世纪中叶至17世纪的蒙古歷史，而不表示“明朝的蒙古”。
故1206年至1635年的蒙古政权依照其中文名稱，可劃分為蒙古（1206年－1271年）、元朝（1271年－1368年）、北元（1368年－1388年）、韃靼（1388年－1635年）。有時「元朝」可泛指從1206年（金泰和六年）成吉思汗建立大蒙古國到1368年（至正二十八年）元順帝妥懽貼睦爾撤離大都，長達162年的這段「蒙元時代」。而按照大蒙古国不同阶段，可以划分为“蒙古帝国初期”（也称“前四汗时期”，1206-1260）、“蒙古帝国解体时期”（归属元代历史的“元朝时期”，1260-1368）、“后蒙古帝国时期”（1368年之后的蒙古历史，包括北元短暫的20年，或统称为明代蒙古）。

## 歷史

### 退居草原
至正二十八年正月初四日（1368年1月23日），明太祖朱元璋建立明朝，統一南方，令徐達北伐中原，徐達率領的軍隊逼近大都。至正二十八年閏七月二十七日（1368年9月9日），元順帝命淮王帖木兒不花監國，慶童為中書左丞相；至正二十八年閏七月二十八日（1368年9月10日），元順帝在清寧殿，召集三宮後妃、皇太子、皇太子妃，一同提議撤退北走上都。失列門及知樞密院事黑廝、宦者趙伯顏不花諫言不可行，元順帝不聽，趙伯顏不花慟哭勸諫：「天下者，世祖之天下，陛下當以死守，奈何棄之！臣等願率軍民及諸怯薛歹出城拒戰，願陛下固守京城。」元順帝依然不聽諫。夜半，開大都的健德門北走上都，率三宮後妃、皇太子愛猷識理達臘，以及群臣扈從者左丞相失列門、平章政事兼知樞密院事哈刺章、平章政事臧家奴、右丞定住、參知政事哈海、翰林學士丞旨李百家奴、觀音奴等百餘人撤離大都。至正二十八年八月初二日（1368年9月14日），明軍從大都的齊化門攻城而入，監國淮王帖木兒不花，中書左丞相慶童，平章迭兒必失、朴賽因不花，右丞張康伯，御史中丞滿川等人拒絕投降而殉國，元朝在中原的統治結束，回到本土蒙古草原。
元順帝撤離大都後，繼續使用「大元」國號，當時高麗人稱作「北元」。這時候，元朝除了據有嶺北等處行中書省、遼陽等處行中書省、甘肅等處行中書省等行省之外，擴廓帖木兒、李思齊、張良弼等元朝將領還武裝控制著陝西等處行中書省及中書省的西部地區（今山西省），在西南雲南等處行中書省仍奉北元正朔。此外，北元仍與高麗國保持了宗主國與藩屬的政治關係，也透過回回與畏兀兒商人和今新疆維吾爾自治區、中亞細亞等地保持著經濟上的聯繫。

### 中原盡失
至正二十八年八月初四日（1368年9月16日），元順帝到達上都。至正二十八年九月二十八日（1368年11月8日），明將常遇春攻陷保定，再攻陷真定。至正二十八年十月初三日（1368年11月13日），明將馮勝、湯和攻陷懷慶，澤州、潞州也相繼被攻陷。至正二十八年十二月初一日（1369年1月9日），明將徐達攻陷太原，擴廓帖木兒敗走甘肅行省；至正二十九年正月二十五日（1369年3月3日），常遇春攻陷大同，元朝失去中書省的西部地區。
至正二十九年三月初六日（1369年4月12日），明將徐達攻陷奉元，改奉元為西安，元將張良弼敗走；至正二十九年三月十二日（1369年4月18日），明將常遇春攻陷鳳翔，陝西行省平章李思齊敗走臨洮。至正二十九年四月初一日（1369年5月7日），晃火帖木兒、也速分成二路以大都為目標進軍。至正二十九年四月初七日（1369年5月13日），也速進攻永平失敗。至正二十九年四月十一日（1369年5月17日），明軍攻陷鞏昌，總帥汪靈、真保等人投降，忽都帖木兒留守上都。至正二十九年四月十三日（1369年5月19日），李思齊投降。
至正二十九年六月初五日（1369年7月8日），也速與明將常遇春於全寧開戰，也速最後戰敗。至正二十九年六月十二日（1369年7月15日），明軍攻陷大興，中書右丞脫火赤被俘虜。至正二十九年六月十三日（1369年7月16日），明軍逼近上都，元順帝撤離上都，當天到達應昌。河南王普化、中書平章政事鼎住等人留守上都。至正二十九年六月十五日（1369年7月18日），晃火帖木兒率領的元軍於新開嶺一戰敗於明軍，晃火帖木兒戰死。至正二十九六月十七日（1369年7月20日），明將常遇春攻陷上都，河南王普化、中書平章政事鼎住等人殉國。至正二十九年七月十九日（1369年8月21日），擴廓帖木兒的手下將領韓札兒攻克原州，又攻克涇州，想要藉此救援慶陽。明將馮宗異自驛馬關率領明軍迎擊，韓札兒的元軍敗退。至正二十九年八月二十一日（1369年9月22日），徐達攻陷慶陽，元將張良臣戰死，陝西等處行中書省失陷。
至正三十年正月初三日（1370年1月30日），明太祖發動第一次北伐，派遣明將徐達、李文忠、湯和分成三路來犯，三寶奴持元順帝的詔書徵召擴廓帖木兒。至正三十年（1370年）二月，明將李文忠攻陷興和，進軍察罕腦兒，平章政事竹貞戰敗被擄。至正三十年四月初七日（1370年5月2日），擴廓帖木兒與明將徐達於沈兒峪交戰，擴廓帖木兒戰敗而退走哈拉和林 ，其麾下元軍盡皆投降明朝。
至正三十年四月二十八日（1370年5月23日），元順帝因痢疾在應昌去世，享年51歲。皇太子愛猷識理答臘在應昌繼承皇位，是為元昭宗，並於1371年改元宣光。至正三十年五月初九日（1370年6月3日），太尉蠻子、平章政事沙不丁、朵兒只、八剌等人率領的元軍敗於明將李文忠，開平丟失，平章政事上都馬等人投降；太尉買驢於落馬河與明將孫興祖一戰，兵敗戰死。至正三十年五月十六日（1370年6月10日），明將李文忠攻陷應昌，元昭宗之子買的里八剌與后妃皆被明軍擄獲，元昭宗撤至哈拉和林，擴廓帖木兒在不久之後也到達哈拉和林，元昭宗於國事上重用他，並堅持抵抗明軍。
宣光元年二月二十八日（1371年3月15日），元朝遼陽行省平章劉益派遣右丞董遵、僉院楊賢投降明朝，進獻降表、遼東地圖及所屬兵馬錢糧的數額，明朝控制遼東地區（今遼寧省南部）。然而之外的遼陽行省仍由元朝太尉納哈出控制，納哈出屯兵二十萬於金山（今遼寧省昌圖金山堡以北遼河南岸一帶），自恃畜牧豐盛，與明軍對峙了十幾年，多次拒絕明太祖的招撫。納哈出知兵善戰，在他統治下，遼陽行省長期保持穩定，成為北元政權的重要支柱並保證了北元與高麗的聯系。
鎮守雲南行省昆明的元朝梁王把匝剌瓦爾密，在元朝對中國的統治結束，退居蒙古草原後依然繼續忠效北元，前大理國王室後裔段氏則據有大理，處於半獨立狀態，與梁王政權之間不時發生武裝衝突。宣光元年（1371年），明太祖派湯和等人領兵攻滅據有四川的明玉珍的明夏政權，西南地區僅剩雲南未歸附明朝，之後多次派遣使者前往談判，均被殺害，導致日後決定用武力統一雲南。

### 中興之勢
漢名王保保的蒙古人大將擴廓帖木兒仍然在漠北多地與明將徐達等人作戰。明太祖曾多次寫信詔降，但擴廓帖木兒從不理會，被明太祖稱為「當世奇男子」。宣光二年正月二十六日（1372年3月1日），明太祖發動第二次北伐，徐達從雁門出發進攻哈拉和林，負責中路；李文忠則是從居庸出發，經應昌進攻哈拉和林，負責東路；馮勝從蘭州出發攻取甘肅行省，負責西路。宣光二年三月二十日（1372年4月23日），擴廓帖木兒先是與明將藍玉在土剌河（今土拉河）一戰佯敗，誘敵深入。宣光二年五月初六日（1372年6月7日），擴廓帖木兒的元軍於嶺北行省大破明軍，負責中路的徐達的明軍陣亡萬餘人。元朝太師哈剌章在土剌河與阿魯渾河（今鄂爾渾河）一帶與負責東路的明將李文忠交戰多日，哈剌章的元軍於宣光二年六月二十九日（1372年7月29日）這天敗退。李文忠的明軍追至稱海時，各路元軍會合之後又發動攻勢。李文忠認為無法取勝，雖未像中路的徐達一樣慘敗，但是明將曹良臣等人也戰死沙場，損失慘重，就決定撤兵而回，只有負責西路的馮勝的明軍連戰連捷。宣光二年六月初三日（1372年7月3日），元軍在瓜州、沙洲兩地敗於馮勝，元朝被明朝奪取甘肅等處行中書省。自此之後，明軍十幾年不再進攻漠北。
宣光三年二月初三日（1373年2月25日），元昭宗派遣伯都帖木兒、玉山不花出使到訪高麗國，以璽書（秦以后专指皇帝的诏书）賜高麗恭愍王王顓：「頃因兵亂，遷於北。今以擴廓帖木兒為相，幾於中興。王亦世祖之孫也，宜助朕復正天下。」二人剛入境時，恭愍王想要派人殺害伯都帖木兒等人，群臣阻攔，於是北元使團被送到高麗國首都開城。宣光三年二月初六日（1373年2月28日），恭愍王在夜裡會見伯都帖木兒，說自己有眼疾，不能見太陽，只能待在夜裡，其意思是害怕明朝知道此事。宣光三年二月十三日（1373年3月7日），兩人只能返回北元，恭愍王也向北元獻上苧布（苎麻所织成的布料）。
宣光八年四月十三日（1378年5月10日），元昭宗去世，其弟元天元帝脫古思帖木兒於宣光八年四月十六日（1378年5月13日）繼位，明年六月改元天元，其屬下丞相驢兒、哈剌章，國公脫火赤，平章完者不花、乃兒不花，樞密知院愛足等元軍將領聚眾於應昌與哈拉和林二地，對於明太祖的招降都堅持不從，繼續和明朝對抗，屢次進攻明朝邊境。

### 大元終局
天元二年（1380年）二月，國公脫火赤、樞密知院愛足率領上萬元軍於哈拉和林屯紮，得知此事的明太祖發動第三次北伐，派遣沐英率領陝西等處承宣布政使司的明軍進攻北元。天元二年三月二十一日（1380年4月26日），脫火赤、愛足的元軍於亦集乃與沐英的明軍交戰，最後在哈拉和林被擊敗，脫火赤、愛足被俘虜，其麾下元軍投降。同年冬季，平章完者不花也被明軍俘虜 
天元三年正月初二日（1381年1月27日），乃兒不花率領元軍進攻明朝邊境。明太祖發動第四次北伐，派遣徐達、湯和、傅友德率領明軍迎擊。天元三年四月十五日（1381年5月9日），徐達率領明軍分東西兩路出擊，灰山的元軍被傅友德的東路明軍夜襲而敗，人畜皆被奪取。北黃河（今西遼河）的元軍聞訊之後落荒而逃，明軍追擊，平章別里不花、太史文通等人被俘虜。知院李宣與其部眾則是被從古北口出發，直搗高州、嵩州、全寧諸部，渡過臚朐河（今克魯倫河）的沐英的西路明軍俘虜。北元因此丟失全寧四部。
天元三年九月初一日（1381年9月18日），明將傅友德、藍玉、沐英率軍南征雲南行省。天元三年十二月十八日（1382年1月2日），司徒平章達里麻的十餘萬元軍在曲靖的白石江敗於明將傅友德，達里麻被俘虜。天元三年十二月二十二日（1382年1月6日），認為局勢已經無法挽回的梁王把匝剌瓦爾密來到晉寧州忽納寨焚燒龍衣，並帶著妻、子於滇池自殺殉國，左丞達的、右丞驢兒也一同自殺殉國。天元四年閏二月二十三日（1382年4月7日），明將藍玉、沐英攻陷大理，元朝大理總管段世投降明軍，至此明軍平定雲南等處行中書省全境，元朝在雲南的統治結束。從1253年元世祖忽必烈滅大理國，到1382年明軍擊敗元軍奪取雲南，元朝統治雲南地區長達128年。
天元九年（1387年），這時擴廓帖木兒已逝世，元軍也大多被消滅或投降明朝，唯獨納哈出仍擁有二十萬元軍駐軍於金山，數度窺伺遼東地區。天元九年正月初二日（1387年1月21日），馮勝、傅友德、藍玉等人發動第五次北伐，目標是攻占納哈出的金山。經過多次戰爭，天元九年六月二十九日（1387年7月14日），納哈出投降藍玉，元朝失去遼陽等處行中書省。納哈出的投降對於北元而言不僅是一記沉重的打擊，也切斷了北元與高麗國之間的聯絡。更使北元朝廷在軍事、經濟方面遭受了巨大損失，因為失去了東部屏障，以呼倫貝爾、克魯倫河一帶為政治中心的北元朝廷直接暴露在大寧明軍的兵鋒之下。
天元十年（1388年）三月，明將藍玉率領明軍十五萬發動第六次北伐，明軍從大寧出發，穿越過戈壁沙漠到達草原東部的慶洲。天元十年四月十二日（1388年5月18日），藍玉在捕魚兒海（今貝爾湖）附近大敗元軍，俘虜元天元帝次子地保奴及妃主五十餘人、渠率三千、男女七萬餘，馬駝牛羊十萬；元天元帝與長子天保奴、知院捏怯來、丞相失烈門等數十人逃走。元天元帝打算與丞相咬住在和林會合，行經至土刺河（今土拉河）時，遭遇其部將也速迭兒襲擊，與捏怯來等十六人逃走，元天元帝與咬住、太尉馬兒哈咱會合，前往投靠人馬眾多的闊闊帖木兒，後來因為大雪三日而不得前進；天元十年十月初三日（1388年11月1日），元天元帝與長子天保奴被也速迭兒派遣的大王火兒忽答孫、王府官孛羅擄獲，最後被用弓絃縊殺；國公老撒、知院捏怯來、丞相失烈門派遣右丞火兒灰、副樞以剌哈、尚書答不歹等人率其部屬三千人投降明朝。也速迭兒奪走了元天元帝的印璽，並廢除大元國號，在哈拉和林自立為蒙古可汗，明朝稱韃靼可汗，也不再使用帝號、年號，北元滅亡。

### 更國號後
脱古思帖木儿死后，从元世祖开始传承的元朝廷瓦解，北元的忽必烈直系子孙已经灭绝，由其他成吉思汗家族出身的王族继承了大汗之位，但势力薄弱，反复不断地遭臣下废立。蒙古诸部也随之分裂，恢复了游牧汗国的形态，被蒙古史学家称为「四十四萬蒙古」時期。因大多数情况下不使用「大元」国号，在中文史学中不被称为北元而称为明代蒙古。

## 疆域
元皇室北迁后，初期尚能保持元朝的岭北行省、辽阳行省、甘肃行省和南方的云南行省，但随着明太祖北伐，1382年云南被攻占，元梁王自尽，1387年辽阳北方的纳哈出投降明朝，北元仅剩漠北草原，并于次年灭亡。

## 政治制度
北元保留了元朝的汉式制度，皇帝使用年号、庙号等称谓，官员也多保留了元朝的丞相、太尉、知院、平章等称呼。清朝乾隆三十四年（1769），定边左副将军亲王成衮扎布的部下，于乌梁海巡查卡伦之际，在鄂博处捡到一方铜制八思巴文「太尉之印」，另有「永昌等处行枢密院断事官印」「甘肃省左右司之印」等官印，表明北元仍有「中书省」「礼部」「甘肃省」等机构。

## 外交
北元与元朝驸马国高丽通使多次，「北元」的称谓即出自《高丽史》。顺帝在逃往上都的途中，曾计划向高丽征兵。“八月初九日，车驾至中都。以李钟时为兵部尚书，征兵于高丽”；到达上都后，顺帝再一次“诏高丽王发兵至上都，听候调遣”。然而高丽恭愍王在北元和明朝之间周旋，并停用元朝年号使用干支纪年。1374年9月，恭愍王遇弑，“（李）仁任率百官遂立（王禑），年十岁”。权臣李仁任（1312—1388）一反恭愍王的亲明政策，转而亲元，实行两面外交，高丽与明朝的关系日趋恶化，在1374—1378年间，两国之间没有任何使臣往来。
作为对比的是，在1374—1380年间，高丽与北元的交往颇为紧密。1377年，高丽正式接受北元册封，改行北元“宣光”年号；下令“中外决狱，一依《至正条格》”，甚至推倒了明朝使臣祭祀高丽山川时所立的石碑。直到纳哈出降明，北元接近灭亡之时双方才断绝来往。
明太祖朱元璋在吊祭元昭宗的祭文中称「曩者君主沙漠，朕主中國，因君與羣臣固執天命不移，特以彼是我非，是有鄰邦之好不修」，表示明朝要求与蒙古沿戈壁沙漠为界，但北元并无意愿「致边警数兴」，才导致明军北伐。

## 軍事
明太祖北伐多次，与王保保等人率领的北元军队互有胜负，其中第六次北伐导致北元皇室被重创，逃亡的天元帝脱古思帖木儿随后被阿里不哥后裔弑杀，北元不复存在。

## 社會
蒙古人撤回蒙古高原，幾乎又恢復到逐水草而居的游牧生活，君臣各據一方，失去凝聚力。由於受自然條件制約，君臣有各自的游牧區，君臣異處。於是諸王、權臣各自擁兵自重，北元初期中央集權的統治方式已經很難繼續維持。元军逐渐演化为后来蒙古的各部落。以游牧社会为主的北元通过草原丝绸之路与中亚的东察合台汗国有一些贸易往来，黑城遗址出土了北元时期的相关文物。

## 君主列表
| 肖像     | 廟號                    | 謚號                                  | 尊號       | 名諱         | 在世時間                     | 年號     | 在位時間                     | 陵寢     |
| 北元皇帝 | 北元皇帝                | 北元皇帝                              | 北元皇帝   | 北元皇帝     | 北元皇帝                     | 北元皇帝 | 北元皇帝                     | 北元皇帝 |
| -------- | ----------------------- | ------------------------------------- | ---------- | ------------ | ---------------------------- | -------- | ---------------------------- | -------- |
|          | 惠宗                    | 宣仁普孝皇帝 （此说法仅见于现代著作） | 烏哈噶圖汗 | 妥懽帖睦爾   | 1320年5月25日－1370年5月23日 | 元统     | 1333年7月19日－1370年5月23日 | 起輦谷   |
| 至元     | 惠宗                    | 宣仁普孝皇帝 （此说法仅见于现代著作） | 烏哈噶圖汗 | 妥懽帖睦爾   | 1320年5月25日－1370年5月23日 |          | 1333年7月19日－1370年5月23日 | 起輦谷   |
| －       | 順帝 （明太祖朱元璋諡） | 至正                                  | 烏哈噶圖汗 | 妥懽帖睦爾   | 1320年5月25日－1370年5月23日 |          | 1333年7月19日－1370年5月23日 | 起輦谷   |
|          | 昭宗                    | －                                    | 必里克圖汗 | 愛猷識理達臘 | 1340年1月23日－1378年5月10日 | 宣光     | 1370年5月27日－1378年5月10日 | 起輦谷   |
|          | 无，一说为益宗          | －                                    | 烏薩哈爾汗 | 脫古思帖木兒 | 1342年3月7日－1388年11月1日  | 天元     | 1378年5月13日－1388年11月1日 |          |

### 引用
1. ↑  E. P. Bakaeva; K. V. Orlova.  [Mongolian ethnonyms: questions of the origin and ethnic composition of the Mongolian peoples] (PDF). Kalmyk Scientific Center. 2003  [2 February 2018]. （原始内容 (PDF)存档于2021-07-07）.
2. 1 2 3  李伯重. . 中華民國: 聯經出版事業公司. 2019年10月9日. ISBN 9789570853933. （原始内容存档于2022年1月18日） （中文）. 1388年，也速迭兒汗殺死北元皇帝，廢棄大元國號，自立為汗，稱蒙古可汗，明人稱韃靼可汗。
3. 1 2 3  張廷玉.  （中文）. 而敵自脫古思帖木兒後，部帥紛拏，五傳至坤帖木兒，咸被弒，不復知帝號。有鬼力赤者篡立，稱可汗，去國號，遂稱韃靼云。
4. 1 2 3  曹永年. . 中華人民共和國: 內蒙古大學出版社. 2007年9月: 第452頁. ISBN 9787811152111. （原始内容存档于2021-09-08） （中文）. 林丹汗死後，察哈爾部眾紛紛投往後金，只有汗室困守大漠。1635年（崇禎八年，天聰九年）二月，後金派多爾袞等人率精騎一萬，遠征察哈爾余部。四月二十八日，清軍抵達林丹汗子額爾克孔果爾額哲駐地托里圖，額哲母子被迫歸降。
5. ↑  范永聰. . 香港教育圖書. 2009-07-01. ISBN 978-988-200-301-9 （中文（臺灣））.
6. 1 2  David M. Robinson. . Ho Professor in Asian Studies and Professor of History, Colgate University.   [2022-12-28]. （原始内容存档于2022-12-28）.
7. 1 2  李天成. 《中華歷史大辭典》編委會 , 编. . 中華人民共和國: 延邊人民出版社. 2001年8月: 第85頁. ISBN 9787806483855. （原始内容存档于2022-02-22） （中文）. 【北元】明朝建國後對漠北元朝殘存政權之稱。洪武元年（1368），明軍攻克大都（今北京），元順帝北走開平（今內蒙古正藍旗樂閃電河北岸），與明對抗。
8. ↑  曹永年. . 中華人民共和國: 内蒙古大學出版社. 2002年11月1日: 第77頁. ISBN 9787810744447. （原始内容存档于2022年2月22日） （中文）. 又謂，蒙古四十萬戶，衛拉特四萬戶，所以往往以「都」（蒙語四十）代表蒙古，「都爾本」（蒙語四）代表衛拉特，或連稱「都沁·都爾本」以表示全體蒙古人。
9. 1 2  蕭啟慶 (编). . 中華民國: 台灣學生書局. 2001年2月15日: 第256頁. ISBN 9789571510385. （原始内容存档于2022年2月22日） （中文）. 元朝退出中國，回到草原故鄉，仍用大元國號，史稱北元。明朝人把北元政權及其治下的蒙古族稱為韃靼，而將雄據西部蒙古的諸部落稱為瓦剌。
10. ↑   張廷玉.  （中文）. 丙寅，克通州，元帝趨上都。是月，徵天下賢才為守令。免吳江、慶德、太平、寧國、滁、和被災田租。八月己巳，以應天為南京，開封為北京。庚午，徐達入元都，封府庫圖籍，守宮門，禁士卒侵暴，遣將巡古北口諸隘。
11. 1 2 3  柯劭忞. . 中華民國 （中文）. 三年二月，遣伯都帖木兒、玉山不花便於高麗，以璽書賜高麗王曰：「頃因兵亂，遷於北。今以擴廓帖木兒為相，幾於中興。王亦世祖之孫也，宜助朕複正天下。」是時，高麗稱和林為北元。伯都帖木兒等入境，王欲殺之，群臣以為不可。於是王夜見伯部帖木兒，托言目疾，恐明人知之也，使還，附苧布以獻。
12. 1 2  鄭麟趾. . （原始内容存档于2022-02-22） （中文）. 北元遼陽省平章劉益、王右丞等欲歸附大明，慮遷居民，以遼陽本我地，若我國請命，可免遷徙，遣使來告。
13. 1 2  達力扎布. . 中華人民共和國: 內蒙古文化出版社. 1997年12月: 第4頁. ISBN 9787805066288. （原始内容存档于2022-02-22） （中文）. 這時元朝除據有嶺北、遼陽、甘肅等行省之外，擴廓帖木兒、李思齊、張良弼等地主武裝還控制著陝西行省及中書行省的西部（即今山西省）地區，在西南雲南行省仍奉北元正朔。
14. ↑  俞祖華; 李炳泉. . 中華人民共和國: 北京師範大學出版社. 1993年: 第101頁. （原始内容存档于2022-02-22） （中文）. 元順帝死後，其子愛猷識理達臘繼位，占據和林，歷史上稱為北元。北元政權仍保有一定的力量，其「引弓之士，不下百萬眾也；歸附之部落，不下數千里也。」與明朝南北對峙，這是中國歷史上又一個南北朝時期。
15. ↑  達力扎布. . 中華人民共和國: 民族出版社. 2003年6年1日: 第5頁. ISBN 7105054611. （原始内容存档于2022-02-22） （中文）. 過幾番較量，北元先後喪師幾十萬,再也無力南下與明朝相爭。元惠宗試圖恢復舊疆的企圖徹底失敗。
16. ↑  達力扎布. . 中華人民共和國: 民族出版社. 2003年6年1日: 第5頁. ISBN 7105054611. （原始内容存档于2022-02-22） （中文）. 惠宗病重時，皇太子愛猷識理達腊（即昭宗）已總理軍國重事，惠宗死後即位。於洪武三年（1370年）建年號「宣光」，立意仿效周宣王、漢光武帝中興大元，恢復元朝在中原的統治。
17. 1 2 3  白㿟皛. . 中華人民共和國: 民族出版社. 2003年7月1日: 第346頁. ISBN 7105055456. （原始内容存档于2022年1月18日） （中文）. 脫古思帖木兒一行西逃和林，行至土刺河，遇到也速迭兒率兵襲擊。脫古思帖木兒被擒，以弓弦縊死。太子天寶奴同時遇難。也速迭兒奪了脫古思帖木兒的印璽，在和林自立為汗。他是元世祖忽必烈的弟弟阿里不哥的後裔。阿里不哥當年激烈地同忽必烈爭奪帝位，又是反對使用漢法的貴族保守勢力的代表。也速迭兒奪位，取消「大元」的國號，不建漢語年號。北元及其宮廷的歷史至此落下帷幕。
18. ↑  章愷. . 中華人民共和國: 群言出版社. 2005年12月1日: 第267頁. ISBN 9787800805608. （原始内容存档于2022年2月22日） （中文）. 北元的滅亡，使明朝失去了政治上的敵人,蒙古已經成為了「邊患」，而不再是前一王朝殘餘勢力。
19. ↑  錢仲安; 蔣武雄. . 《史轍》 (東吳大學歷史學系). 2019: 53  [2023-03-10]. （原始内容存档于2023-03-10）. 儘管北元於洪武二十一年（1388年）滅亡，但是蒙古仍舊盤踞在明朝北方，因此明代二百七十六年的國祚中，蒙古一直是主要的外患之一。
20. ↑  清水泰次（日语：清水泰次）. . 大日本帝國: 株式会社雄山閣（日语：雄山閣）. 1940年1月10日. （原始内容存档于2021年12月14日） （日语）. ……東蒙古に於ける元室の威光がへると共に、西蒙古の所謂瓦刺が勃興し、兩者は對立の形勢にあった。明人は西蒙古の瓦刺部に對して、東蒙古の本部を韃靼部といった。
21. ↑   . 维基文库 （中文）. 按《明會典》：「北狄，韃靼最大，自胡元遁歸沙漠，其後裔世稱可汗。東兀良哈，西哈密，北瓦剌。瓦剌強，數敗韃靼。其後兀良哈、哈密皆內附，而兀良哈遂分為朵顏等三衛。」
22. ↑  蘇育平; 努魯拉.阿伊瓦茲. . 中華民國: 蘇育平. 2021年8月8日: 第218頁. （原始内容存档于2021年9月26日） （中文）. 1388年，元順帝兒子脫古思帖木兒不殺，換成阿里不哥系的「也速迭兒」繼位，之後多人爭位，一團混亂。蒙古察哈爾與河西走廊之部族許多投降明朝，被封為朵顏三衛與關西八部。後來蒙古西部的瓦剌崛起，瓦剌又叫做「衛拉特」，明朝時候將北方邊患分為三支，就是韃靼（蒙古本部）、瓦刺與兀良哈三部，分而治之。
23. ↑  曹永年. . 中華人民共和國: 内蒙古大學出版社. 2002年11月1日: 第116頁. ISBN 9787810744447. （原始内容存档于2022年5月31日） （中文）. 1438年脫歡卵翼下的脫脫不花汗終於殺死阿台汗、朵兒只伯。數十年來，一直與瓦刺並強的蒙古本部，被脫歡兼併，蒙古暫時實現了有限度的特殊形式的統一。
24. ↑  劉清陽. . 美利堅合眾國: Lulu Press, Inc.（英语：Lulu.com）. 2015年7月10日: 第59頁. ISBN 9781312579453. （原始内容存档于2022年5月9日） （中文）. 土木之變，亦稱土木堡之變。正統十四年（（1449年）二月，蒙占瓦剌太師也先率軍隊大舉進攻明朝邊境，明英宗朱祁鎮在宦官王振的鼓動下御駕親征。同年七月五十萬大軍出居庸關。由於準備不足造成途中軍糧不繼，以致軍心不穩。八月英宗抵達大同，聽說前方戰敗，於是倉皇撇退。瓦剌大軍追至，成國公朱勇、永順伯薛綬率騎五萬前去阻擊，至鷂兒嶺中伏戰死，五萬騎兵全軍覆沒。八月十四日朱祁鎮到達土木堡（今河北懷來縣束南），為瓦刺軍隊包圍。瓦刺大軍擊敗明軍，朱祁鎮被俘。
25. ↑  傑克‧魏澤福（英语：Jack Weatherford）. . 中華民國: 時報出版. 2018年2月9日. ISBN 9789571372822. （原始内容存档于2021年1月2日） （中文（繁體））.
26. ↑  勒內·格魯塞. . 中華人民共和國: 商務印書館. 1998年5月1日: 第508頁. ISBN 9787100028622. （原始内容存档于2021年1月2日） （中文（简体））.
27. ↑  Christopher P. Atwood. . 美利堅合眾國: Facts on File, Inc. 2004年6月1日. ISBN 0816046719. （原始内容存档于2021年1月14日） （英语）.
28. 1 2  業喜. . 中華人民共和國: 遼寧民族出版社. 2004年10月1日: 第235頁. ISBN 9787806448724. （原始内容存档于2022年1月16日） （中文（繁體））. 林丹汗妻子蘇泰太后與其子額哲，因大勢已去，乃獻皇帝國室歸降。至此，成吉思汗建立的字兒只斤王朝經430餘年後崩潰。
29. ↑  姜在彦（日语：姜在彦）. . 美利堅合眾國: Homa & Sekey Book. 2006年. ISBN 9781931907309. （原始内容存档于2020-12-07） （英语）.
30. ↑  陸寬田（英语：Luc Kwanten）. . 美利堅合眾國: 賓夕法尼亞大學出版社. 1979年. ISBN 0812277503. （原始内容存档于2020-12-07） （英语）.
31. 1 2  岡田英弘. . 《Bulletin de l'École française d'Extrême-Orient》. 1994年, 第81卷: 第52頁－第53頁  [2020-11-27]. （原始内容存档于2021-01-14）.
32. ↑  張廷玉.  （中文）. 亦思馬因死，入寇者復稱小王子，又有伯顏猛可王。弘治元年夏，小王子奉書求貢（此處明史省略了《明實錄》記載的“奉番書求貢”），自稱大元大可汗。朝廷方務優容，許之。自是，與伯顏猛可王等屢入貢，漸往來套中，出沒為寇。
33. ↑  清代《蒙古遊牧記》卷七总叙自述中说“嗣号达延汗。明人译为大元大可汗，大元即达延之讹也。《察哈尔世系》作跋图拖（忙）克代音汗”。
34. ↑  森川哲雄.  (PDF). 比較社会文化 : 九州大学大学院比較社会文化学府紀要 (Graduate School of Social and Cultural Studies, Kyushu University). 2008-03-20, 14: 6–7  [2023-01-19]. doi:10.15017/9498. （原始内容存档 (PDF)于2022-09-30） （日语）.
35. ↑  蔡美彪. . 《南開學報》. 1992年, (第1期).
36. ↑  曹永年. . 中華人民共和國: 內蒙古大學出版社. 1993年: 第71－第72頁 （中文）.
37. ↑  羅軍. . 中華民國: 五南圖書出版股份有限公司. 2021月2月25日: 第72頁. ISBN 9789865221805. （原始内容存档于2022-02-22） （中文）. 朱元璋建立明朝後，元朝沒有被完全消滅，而是整體撤退到北方大草原，歷史上叫「北元」，於是朱元璋派兵猛攻，一度攻破元上都，燒毀都城，北元趕緊上書，不敢稱「元」，改回國號「蒙古國」，朱元璋才放過它。因為一國不能二主，稱「元」，說明你還對漢族政權有野心，終有恢復疆土企圖，稱「蒙古國」，就是外邦，你只要安心你的領土，就互不干涉。
38. ↑  國防部史政編譯局. . 中華民國: 黎明文化事業股份有限公司. 1989年8月: 第347頁. ISBN 9571600032. （原始内容存档于2022-02-22） （中文）. 而元人自脱古斯帖木兒被秋以後，內爭不息。數傳之後，已不知其有國號、帝號。相繼篡立者，皆自稱為「汗」，並改國名為「韃靼」，由於其兵力已不如初返塞外時之盛，故其為患也輕。
39. ↑  張廷玉.  （中文）. 明年冬，也先自立為可汗，以其次子為太師，來朝，書稱大元田盛大可汗，末曰添元元年。田盛，猶言天聖也。報書稱曰瓦剌可汗。
40. ↑  南開大學. . 中華人民共和國: 南開大學學報編輯室. 1992年: 第46頁. （原始内容存档于2022-02-22） （中文）. 卓里克圖汗，也無漢語廟號。此後蒙古歷代諸汗雖然族系不同，但都是只有蒙語尊號或諡號，而不再有漢語廟號。元朝漢語年號至天元而止，卓里克圖汗不立漢語年號，以後的蒙古諸汗也不再建立漢語年號。
41. ↑  張廷玉.  （中文）. 韃靼，即蒙古，故元後也。
42. ↑   陳文.  （中文）. 甲寅，瓦剌也先使臣昂克等還命齎敕及彩叚、絹疋歸賜也先並妻及頭目人等敕曰爾瓦剌都總兵、答剌罕、太師淮王、大頭目、中書右丞相也先遣來使到京進貢馬匹、銀、貂鼠皮，並覽奏文具悉太師敬順。
43. ↑  達力扎布. . 中華人民共和國: 民族出版社. 2003年6年1日: 第95頁. ISBN 7105054611. （原始内容存档于2022-02-22） （中文）. 明末成書的蒙古文史籍記達延汗及其以前之事時，還能見太師、知院等官稱，達延汗以後再也見不到元代官職稱號了，亦卜刺是最後一位有太師稱號的人。可見元代職官確實是在明……
44. ↑  薄音湖. . 《内蒙古大学学报（哲社版）》 (内蒙古大学蒙古史研究所). 1994, (1).
45. ↑  施正鋒. . 中華民國: 台灣國際研究學會. 2021年1月1日: 第54頁. ISBN 9789570832280. （原始内容存档于2022年2月22日） （中文）. 就蒙古人自己的政權而言，由鐵木真（成吉思汗）在1206年建立大蒙古國／蒙古帝國(1206-1368），歷經北元（1368－88）、大蒙古國／博克多汗國（1911－19、1921－24)、蒙古人民共和（1924－92）、到蒙古國（1992－）。
46. ↑  施正鋒. . 中華民國: 台灣國際研究學會. 2021年1月1日: 第54頁. ISBN 9789570832280. （原始内容存档于2022年2月22日） （中文）. 蒙古帝國第四代大汗蒙哥在1259年逝世，其弟忽必烈接任大汗，消滅中國南宋，建立大元蒙古國／元朝（1271－1368）
47. ↑  劉學銚. . 中華民國: 風格司藝術創作坊. 2013年9月13日: 第215頁. ISBN 9789866330445. （原始内容存档于2022年2月22日） （中文）. 北元運作了一段時間之後，蒙古民族內部產了分裂，東部的蒙古，也就是蒙古本支這一部分，不再使用「元」這個國號，而自稱為韃靼……
48. ↑  蕭啟慶. . 中華民國: 聯經出版事業公司. 2008年1月28日: 第23頁. ISBN 9789570832280. （原始内容存档于2022年2月22日） （中文）. 蒙元時代實際上涵蓋「大蒙古國」（1206-1259）及「元朝」(1260-1368）兩個階段。成吉思汗（1206-1227）於金泰和6年（1206）統一蒙古，建立「大蒙古國」，其國家乃是以草原為重心。忽必烈汗（1260-1294）於中統元年（1260）建國中原，並於至元8年（1271）採用「大元」國號，以草原為重心的大蒙古國遂轉化為以中原為重心的一個王朝。至元16年（1279）更滅亡南宋，統一中國。元朝於至正28年（1368）為明朝所取代。若自忽必烈汗立國中原算起前後經歷108年，上距成吉思汗建國則已有162年。
49. ↑  . 澎湃新闻.   [2017-11-07]. （原始内容存档于2023-01-05）.
50. ↑   張廷玉.  （中文）. 甲子，徐達為征虜大將軍，常遇春為副將軍，帥師二十五萬，由淮入河，北取中原。
51. ↑   張廷玉.  （中文）. 洪武元年春正月乙亥，祀天地於南郊，即皇帝位。定有天下之號曰明，建元洪武。
52. 1 2  宋濂.  （中文）. 乙醜，白虹貫日。罷內府興造。詔淮王帖木兒不花監國，慶童為中書左丞相，同守京城。丙寅，帝御清寧殿，集三宮後妃、皇太子、皇太子妃，同議避兵北行。失列門及知樞密院事黑廝、宦者趙伯顏不花等諫，以為不可行，不聽。伯顏不花慟哭諫曰：「天下者，世祖之天下，陛下當以死守，奈何棄之！臣等願率軍民及諸怯薛歹出城拒戰，願陛下固守京城。」卒不聽。至夜半，開健德門北奔。八月庚午，大明兵入京城，國亡。
53. ↑  柯劭忞. . 中華民國 （中文）. 乙丑，詔淮王帖木兒不花監國，慶童為中書左丞相，同守京師。丙寅，帝御清寧殿，召見群臣，議幸上都。左丞相失列門、知樞密院事黑廝、參知政事郭庸及宦者趙伯顏不花固諫，不從。是夜，出建德門，率三宮後姐、皇太子幸上都，群臣扈從者左丞相失列門、平章政事兼知樞密院事哈刺章、平章政事臧家奴、右丞定住、參知政事哈海、翰林學士丞旨李百家奴、觀音奴等百餘人。
54. ↑   張廷玉.  （中文）. 踰日，達陳兵齊化門，填濠登城。監國淮王帖木兒不花，左丞相慶童，平章迭兒必失、樸賽因不花，右丞張康伯，御史中丞滿川等不降，斬之，其餘不戮一人。封府庫，籍圖書寶物，令指揮張勝以兵千人守宮殿門，使宦者護視諸宮人、妃、主，禁士卒毋所侵暴。吏民安居，市不易肆。
55. ↑  余元盦. . 中華人民共和國: 上海人民出版社. 1958年1月: 第64頁. （原始内容存档于2022-02-22） （中文）. 當時蒙古地區雖與中原斷絕了經濟、文化的聯系，但在東面則仍與高麗保持了宗主國與藩屬的關係，在西面也通過回回及畏兀兒商賈與今新疆維吾爾自治區及中亞細亞等地保持了經濟的聯繫。
56. ↑  柯劭忞. . 中華民國 （中文）. 壬申，車駕至上都。
57. ↑  張廷玉.  （中文）. 乙丑，常遇春下保定，遂下真定。冬十月庚午，馮勝、湯和下懷慶，澤、潞相繼下。
58. ↑  張廷玉.  （中文）. 十二月丁卯，徐達攻陷太原，擴廓帖木兒走甘肅，山西平……庚申，常遇春取大同。
59. ↑  張廷玉.  （中文）. 三月庚子，徐達至奉元，張思道遁。振陜西饑，戶米三石。丙午，常遇春至鳳翔，李思齊奔臨洮。
60. ↑   董倫. . : 第808頁 （中文）. 大將軍徐達師至鹿台，遂入奉元路。初，元行省平章李思齊據鳳翔，副將許國英、穆薛飛等守關中，張思道與孔興、脫列伯、金牌張、龍濟民、李景春等駐鹿台，以衛奉元。及聞大兵入關，思道等先三日由野魚口遁去。達至，遣都督僉事郭子興將輕騎直搗奉元，而自率大軍繼進渡涇渭。至三陵坡，父老千余迎降，達遂按兵，令左丞周凱入城撫諭。明日，達整師入，改奉元路為西安府，以夏德潤署府事，常達署經歷。
61. ↑  柯劭忞. . 中華民國 （中文）. 夏四月乙丑朔，招晃火帖木兒、也速分道趨京師。辛未，也速攻永平路不克。乙亥，明兵陷鞏昌，總帥汪靈、真保等俱叛降。忽都帖木兒為上都留守。丁丑，李思齊以臨洮叛降於明
62. ↑  柯劭忞. . 中華民國 （中文）. 六月丁卯，也速與明將常遇春戰於全寧州，敗績。甲戌，明兵陷大興州，執中書右丞脫火赤。乙亥，車駕幸應昌府。河南王普化、中書平章政事鼎住等留守上都。丁丑，晃火帖木兒與明兵戰於新開嶺，敗績，晃火帖木兒死之。己卯，常遇春陷上都，河南王普化、中書平章政事鼎住俱死之。
63. ↑  柯劭忞. . 中華民國 （中文）. 辛亥，擴廓帖木兒部將韓札兒複原州，遂複涇州。
64. ↑  錢謙益.  （中文）. 七月，王保保部將韓札兒攻破原州，又陷涇州，欲以援慶陽。馮宗異自驛馬關引兵擊之，札兒遁去。
65. ↑   張廷玉.  （中文）. 癸未，徐達克慶陽，斬張良臣，陜西平。
66. ↑  柯劭忞. . 中華民國 （中文）. 三十年春正月壬辰，帝疾瘳。癸巳，明將徐達、李文忠、湯和分三道來伐，三寶奴齎手詔徵擴廓帖木兒入衛。
67. ↑  柯劭忞. . 中華民國 （中文）. 二月，李文忠陷興和，進至察罕腦兒，平章政事竹貞敗績。
68. ↑   張廷玉.  （中文）. 是月，李文忠下興和，進兵察罕腦兒，執元平章竹貞。
69. ↑  柯劭忞. . 中華民國 （中文）. 夏四月乙丑，擴廓帖木兒與徐達戰於沈兒峪，敗績。
70. ↑   張廷玉.  （中文）. 夏四月乙丑，封皇子樉為秦王，㭎晉王，棣燕王，橚吳王，楨楚王，榑齊王，梓潭王，杞趙王，檀魯王，從孫守謙靖江王。徐達大破擴廓帖木兒於沈兒峪，盡降其眾，擴廓走和林。
71. 1 2  宋濂.  （中文）. 後一年，帝駐於應昌府，又一年，四月丙戌，帝因痢疾殂於應昌，壽五十一，在位三十六年。太尉完者、院使觀音奴奉梓宮北葬。五月癸卯，大明兵襲應昌府，皇孫買的里八剌及后妃並寶玉皆被獲，皇太子愛猷識禮達臘從十數騎遁。大明皇帝以帝知順天命，退避而去，特加其號曰順帝，而封買的裡八剌為崇禮侯。
72. 1 2  柯劭忞. . 中華民國 （中文）. 三十年夏四月，惠宗崩於應昌，皇太子即皇帝位。五月丁酉，李文忠敗太尉蠻子、平章政事沙不丁、朵兒只、八剌等於白海子之駱駝山，進次開平，平章政事上都馬等叛降於文忠。太尉買驢與明將孫興祖戰於落馬河，兵敗，死之。辛丑，李文忠趨應昌，未至百餘里，獲使者，始知惠宗已崩。甲辰，應昌陷，帝以數十騎奔和林。文忠窮遣至北慶州，不及而還。既而，擴廓帖木兒至和林，帝以國事任之，改元宣光。
73. ↑   張廷玉.  （中文）. 壬午，至自中都。元平章劉益以遼東降。
74. ↑   董倫. . : 第1191頁 （中文）. 故元遼陽行省平章劉益，以遼東州郡地圖并藉其兵馬錢粮之数，遣右丞董遵、僉院楊賢奉表來降。
75. 1 2  郝維民; 齊木德道爾吉. . 中華人民共和國: 人民出版社. 2006年6月1日: 第275頁. ISBN 7010056161. （原始内容存档于2022年2月22日） （中文）. 納哈出知兵善戰，在他統治下，遼陽行省長期保持穩定，成為北元政權的重要支柱並保證了北元與高麗的聯系。納哈出降明使北元朝廷在軍事、經濟方面遭受了巨大損失，因為失去了東部屏障，以呼倫貝爾、克魯倫河一帶為政治中心的北元朝廷直接暴露在大寧明軍的兵鋒之下。
76. ↑  張豈之. 王天有; 成崇德 , 编. . 中華民國: 五南圖書出版股份有限公司. 2002年7月3日: 第152頁. ISBN 9789571128696. （原始内容存档于2022年2月22日） （中文）. 洪武四年（1371年），明太祖對四川明夏政權發起進攻……夏主明升（明玉珍子）出降……此後貴州土司亦相繼歸附，西南地區僅雲南未下。其時元朝宗室梁王把匝剌瓦爾密鎮守昆明，仍奉北元正朔。前大理國王室後裔段氏據有大理，處於半獨立狀態。
77. ↑  李伯重. . 中華人民共和國: 香港城市大學出版社. 2018年: 第116頁. ISBN 9789629373368. （原始内容存档于2022-02-22） （中文）. 梁王把匝剌瓦爾密仍奉元朝正朔，服從北元的命令。段氏雖然也直屬北元政府管轄，但處於半獨立狀態，與梁王政權之間不時發生武裝衝突。明太祖欲以和平方式解決雲南問題，曾多次派使者前往談判，均被殺害，逐決定用武力統一雲南。
78. ↑   張廷玉.  （中文）. 及擴廓視師河南，太祖乃復遣使通好，擴廓輒留使者不遣。凡七致書，皆不答......太祖笑曰：「遇春雖人傑，吾得而臣之。吾不能臣王保保，其人奇男子也。」
79. ↑   張廷玉.  （中文）. 甲戌，魏國公徐達為征虜大將軍，出雁門，趨和林，曹國公李文忠為左副將軍，出應昌，宋國公馮勝為征西將軍，取甘肅，徵擴廓帖木兒。
80. 1 2  陳捷先. . 中華民國: 三民書局股份有限公司. 2020年10月28日. ISBN 9789571465500. （原始内容存档于2022年2月22日） （中文）. 洪武五年（1372年），塞外各地勢力在元帝策動下，經年餘的休養生息，又漸活躍，常有犯關情勢。太祖為防患未然，乃有第二次北征之舉。這次仍以徐達為征北大將軍，任中路，出雁門趨和林。李文忠為左副將軍，負責東路，出居庸趨和林。馮勝為右副將軍，任西路，出蘭州。各領大軍五萬遠征。徐達一軍先勝後敗；李文忠軍也出師不利，雖未遭敗績，但死傷很重；只有馮勝一路獲勝。
81. ↑   張廷玉.  （中文）. 三月丁卯，都督僉事藍玉敗擴廓於土剌河。
82. ↑   張廷玉.  （中文）. 五月壬子，徐達及元兵戰於嶺北，敗績。
83. 1 2  柯劭忞. . 中華民國 （中文）. 二年春正月，明大將徐達來伐，由雁門趨和林。三月，明將藍玉敗擴廓帖木兒於土拉河。夏五月，擴廓帖木兒大破明徐達兵於嶺北。自是，明兵不複渡漠。
84. ↑   張廷玉.  （中文）. 甲辰，李文忠敗元兵於阿魯渾河，宣寧侯曹良臣戰沒。
85. ↑   張廷玉.  （中文）. 明年復以左副將軍由東道北徵，出居庸，趨和林，至口溫，元人遁。進至臚朐河，令部將韓政等守輜重，而自帥大軍，人齎二十日糧，疾馳至土剌河。元太師蠻子哈剌章悉眾渡河，列騎以待。文忠引軍薄之，敵稍卻。至阿魯渾河，敵來益眾。文忠馬中流矢，下馬持短兵斗。指揮李榮以所乘馬授文忠，而自奪敵馬乘之。文忠得馬，益殊死戰，遂破敵，虜獲萬計。追奔至稱海，敵兵復大集。文忠乃斂兵據險，椎牛饗士，縱所獲馬畜於野。敵疑伏，稍稍引去。文忠亦引還，失故道。至桑哥兒麻，乏水，渴甚，禱於天。所乘馬跑地，泉湧出，三軍皆給，乃刑牲以祭。遂還。是役也，兩軍勝負相當，而宣寧侯曹良臣，指揮使周顯、常榮、張耀俱戰死，以故賞不行。
86. ↑  張廷玉.  （中文）. 戊寅，馮勝克甘肅，追敗元兵於瓜、沙州。
87. ↑  鄭麟趾.  （中文）. 二月乙亥，北元遣波都帖木兒及於山不花來，詔曰：「頃因兵亂，播遷于北，今以廓擴帖木兒爲相，幾於中興。王亦世祖之孫也，宜助力，復正天下。」初二人入境，王欲遣人殺之，群臣皆執不可。於是，訪以拘留，放還，執送京師，三策，群臣皆曰，放還便。戊寅，王夜見元使曰：「予眼疾，見日則大劇故，以夜待之。」盖畏朝廷知也。乙酉，元使還，以苧布附獻。
88. ↑  張廷玉.  （中文）. 洪武十一年夏，故元太子愛猷識理達臘卒，太祖自為文，遣使弔祭。子脫古思帖木兒繼立。其丞相驢兒、蠻子哈剌章，國公脫火赤，平章完者不花、乃兒不花，樞密知院愛足等，擁眾於應昌、和林，時出沒塞下。太祖屢賜璽書諭之，不從。
89. ↑   董倫. . : 第2061頁 （中文）. 脫火赤、樞密知院愛足率衆萬餘，屯于和林，恐為邊患，命西平侯沐英，率陜西兵，往討之。
90. ↑   張廷玉.  （中文）. 壬子，沐英襲元將脫火赤於亦集乃，擒之，盡降其眾。
91. ↑  張廷玉.  （中文）. 十三年春，西平侯沐英師出靈州，渡黃河，歷賀蘭山，踐流沙，擒脫火赤、愛足等於和林，盡以其部曲歸。冬，完者不花亦就擒。
92. ↑   董倫. . : 第2137頁 （中文）. 戊子，故元平章乃兒不花等寇邊上，命魏國公徐達為征虜大將軍，信國公湯和為左副將軍，潁川侯傅友德為右副將軍，率諸將士往討之。
93. 1 2  張廷玉.  （中文）. 夏四月庚午，徐達率諸將出塞，至北黃河，擊破元兵，獲全寧四部以歸。
94. ↑  鐘雙德. . 中華民國: 崧燁文化事業有限公司. 2020年4月10日. ISBN 9789865161132. （原始内容存档于2022年2月22日） （中文）. 四月，徐達率諸將出塞兵分東西兩路，相互策應。東路以傅友德為前鋒，夜襲灰山，敗北元軍，獲其部落人畜甚眾。行至北黃河，北元軍驚懼而遁，明軍追擒其平章別里不花、太史文通等。
95. ↑  鐘雙德. . 中華民國: 崧燁文化事業有限公司. 2020年4月10日. ISBN 9789865161132. （原始内容存档于2022年2月22日） （中文）. 西路軍在沐英率領下，出古北口，直搗高州、嵩州、全寧諸部，渡臚胸河，獲其知院李宣及其部眾。至八月底北征部隊班師回京。
96. ↑   張廷玉.  （中文）. 九月壬午朔，傅友德為征南將軍，藍玉、沐英為左、右副將軍，帥征支南。
97. ↑   張廷玉.  （中文）. 戊辰，傅友德大敗元兵於白石江，遂下曲靖。壬申，元梁王把匝剌瓦爾密走普寧自殺。
98. ↑   張廷玉.  （中文）. 太祖知王終不可以諭降，乃命傅友德為征南將軍，藍玉、沐英為副，帥師征之。洪武十四年十二月下普定。王遣司徒平章達里麻率兵駐曲靖。沐英引軍疾趨，乘霧抵白石江。霧解，達里麻望見大驚。友德等率兵進擊，達里麻兵潰被擒。先是，王以女妻大理酋段得功，嘗倚其兵力，後以疑殺之，遂失大理援。至是達里麻敗，失精甲十餘萬。王知事不可為，走普寧州之忽納砦，焚其龍衣，驅妻子赴滇池死。遂與左丞達的、右丞驢兒夜入草舍，俱自經。
99. ↑   張廷玉.  （中文）. 閏月癸卯，藍玉、沐英克大理，分兵徇鶴慶、麗江、金齒，俱下。
100. ↑   張廷玉.  （中文）. 英亂流斬關進，山上軍亦馳下，夾擊，擒段世，遂拔大理。
101. ↑   雲南省地方志編纂委員會. . 中華人民共和國: 雲南人民出版社. 1989年: 第667頁. ISBN 7222039015 （中文）. 元朝統治中國的時間共89年(1279~1368) ，而元朝在雲南的統治則長達128年(1253~1381)。
102. 1 2  張廷玉.  （中文）. 時王保保已先卒，諸巨魁多以次平定，或望風歸附，獨丞相納哈出擁二十萬眾據金山，數窺伺遼。二十年春，命宋國公馮勝為大將軍，率潁川侯傅友德、永昌侯藍玉等，將兵二十萬征之……
103. ↑   張廷玉.  （中文）. 二十年春正月癸丑，馮勝為征虜大將軍，傅友德、藍玉副之，率師徵納哈出。
104. ↑   張廷玉.  （中文）. 丁未，納哈出降。
105. ↑  楊益; 鄭嘉偉. . 中華民國: 海鴿文化出版圖書有限公司. 2017年7月26日: 第187頁. ISBN 9789863920953. （原始内容存档于2022年2月22日） （中文）. 西元1387年（洪武二十年），朱元璋派馮勝、藍玉等大將進攻北元。盤據遼東一帶的蒙元大將納哈出向明朝投降。這樣，明朝不但對北元給予了沉重打擊，而且切斷了北元和高麗的聯絡。
106. ↑   張廷玉.  （中文）. 二十一年三月，命玉帥師十五萬征之。出大寧，至慶州。
107. ↑   張廷玉.  （中文）. 明年春，玉以大軍由大寧至慶州，聞脫古思帖木兒在捕魚兒海......脫古思帖木兒以其太子天保奴、知院捏怯來、丞相失烈門等數十騎遁去，獲其次子地保奴及妃主五十餘人、渠率三千、男女七萬餘，馬駝牛羊十萬，聚鎧仗焚之。
108. 1 2  董倫. . : 第2909頁–第2910頁 （中文）. 丙午，故元國公老撒、知院捏怯來、丞相失烈門於耦兒千地，遣右丞火兒灰、副樞以剌哈、尚書答不歹等率其部三千人至京進馬乞降，命錦衣衛指揮答兒麻失里賫白金綵叚往賜之初，虜主脫古思帖木兒在捕魚兒海為我師所敗，率其餘眾欲還和林，依丞相咬住行至土剌河，為也速迭兒所襲擊，其眾潰散，獨與捏怯來等十六騎遁去，適遇丞相咬住、太尉馬兒哈咱領三千人來迎又以，濶濶帖木兒人馬眾多，欲往依之會天大雪三日不得發，也速迭兒遣大王火兒忽答孫、王府官孛羅追襲之獲，脫古思帖木兒以弓絃縊殺之，并殺其太子天保奴，故捏怯來等恥事之遂率其眾來降。
109. ↑   張廷玉.  （中文）. 脫古思帖木兒既遁，將依丞相咬住於和林，行至土剌河，為其下也速迭兒所襲，眾復散，獨與捏怯來等十六騎偕。適咬住來迎，欲共往依闊闊帖木兒，大雪不得發。也速迭兒兵猝至，縊殺之，並殺天保奴。於是捏怯來、失烈門等來降。
110. ↑  杉山清彦. .  第二回. 2012  [2023-01-25]. （原始内容存档于2022-09-24）. 元朝宫廷舍弃大都，撤回了蒙古高原，但这只不过意味着放弃万里长城以南地区。北迁的元朝（北元），仍然保持着与昔日成吉思汗时代不相上下的势力，再加上其它大大小小的蒙古势力，从东北到云南、甘肃，犹如包围着明朝一般割据称雄，各踞一方……这个时期，北元的忽必烈直系子孙已经灭绝，由其他成吉思汗家族出身的王族继承了大汗之位，但势力薄弱，反复不断地遭臣下废立。
111. ↑  薄音湖. . 内蒙古大学学报(哲学社会科学版). 1994年, (01期).
112. 1 2  策·车林多尔济; 李金花（译）.  (PDF). Atsumi International Scholarship Foundation.   [2023-01-25]. （原始内容存档 (PDF)于2023-01-25）.
113. ↑  胡钟达. . 内蒙古社会科学. 1984, (第五期).
114. ↑  . 故宫博物院.   [2022-09-19]. （原始内容存档于2022-11-03）.
115. ↑  . 中国政法大学.   [2022-09-19]. （原始内容存档于2022-09-22）.
116. ↑  . 故宫博物院数字文物库.   [2022-09-19]. （原始内容存档于2022-10-18）.
117. ↑  张士尊. . 绥化师专学报. 1997, (第一期).
118. ↑  朱, 元璋.  . 维基文库. 南京 （中文）.
119. ↑  谷, 應泰.  . 维基文库. 浙江 （中文）.
120. ↑  关山远. . 北京日报. 新华每日电讯.   [2023-01-28]. （原始内容存档于2023-01-28）. 13年后的1388年，明将蓝玉率15万大军北进，到捕鱼儿海(今贝尔湖)包围了北元主力，此时已经没有一个可以保卫这个政权的王保保了。蓝玉大胜，俘获无数，脱古思帖木儿逃脱后，被部将所杀，北元至此被彻底摧毁，黄金家族——忽必烈家族的大元政权，自此丧失了在蒙古人中至高无上的中央汗国的地位，蒙古内部，又一次陷入连绵不断的内讧之中。
121. ↑  劉學銚. . 台灣. 2011  [2023-01-25]. ISBN 9789866330551. （原始内容存档于2023-01-25）.
122. ↑  薛正昌.  (PDF). 《西夏学》. 2010, 5  [2023-01-25]. （原始内容存档 (PDF)于2023-01-25）.
123. 1 2  柯劭忞. . 中華民國 （中文）. 丙戌，帝崩於應昌，在位三十七年，年五十有一。太尉完者、知樞密院事觀音奴奉梓宮葬於起輦穀。群臣上廟號曰惠宗皇帝，國語曰烏哈圖汗。明祖以帝能順天命，退避而去，上尊謚曰順帝。
124. 1 2 3  王世貞.  （中文）. 大元主開門北遁，至應昌，二年殂，其國人謚曰惠宗，而高皇帝……尊之曰順帝。皇太子愛猷識里達臘立，……凡十一年而殂，謚曰昭宗。
125. ↑  陳昆山. . 馬來西亞聯邦: The Other Press Sdn Bhd. 2014年8月15日: 第329頁. ISBN 978-983-9541-88-5. （原始内容存档于2022年5月9日） （英语）. The （Mongol） Northern Yuan Dynasty， following Chinese orthodoxy， gave Toghun Temur his own posthumous name "Universally Acclaimed， Devote and Righteous Emperor" （Xuan ren Pu Xiao Huangdi 宣仁普孝皇帝）.
126. ↑  薩岡. . : 第16頁 （中文）. 托歡特穆爾‧烏哈噶圖汗，戊午年生，嵗次癸酉年十六嵗即位。
127. ↑  黎東方. .   [2020-01-24]. （原始内容存档于2020-02-18）.
128. 1 2  柯劭忞. . 中華民國 （中文）. 八年夏四月，帝崩於金山，群臣上廟號曰昭宗皇帝，國語曰必里克圖汗。
129. 1 2  黎東方. . 中華民國: 傳記文學出版社. 1981年: 第215頁. ISBN 9789578506558 （中文）.
130. 1 2  盛昱. . （原始内容存档于2022-02-22） （中文）. 必里克圖汗者，哲宗也。按譜，惠宗殂，哲宗繼立，是即愛育識里達臘，改元宣光，洪武十一年六月殂。傳位脫古斯帖木兒，改元天元，譜中之烏薩哈爾汗也。
131. ↑  中國蒙古史學會 (编). . 中華人民共和國: 內蒙古人民出版社. 1986年: 第74頁. （原始内容存档于2022-01-02） （中文）. 烏薩哈爾可汗，必力克圖可汗的弟弟，名脫古思帖木兒。生於一三四二年(至正二年、壬午年)。於一三七九年(己未年) ，即可汗位，時年三十八歲。詔改明年為天元元年。於一三八八年(戊辰年)十月，被也速迭兒縊死。在位十年，享年四十七歲。謚號益宗，蒙古語稱烏薩哈爾可汗。
132. ↑  鄭天挺; 吳澤. . 中華人民共和國: 上海辭書出版社. 2007年8月1日: 第2669頁. ISBN 9787532622740. （原始内容存档于2022年1月2日） （中文）. 脫古思帖木兒（1342-1388）明代蒙古可汗。元順帝妥懂帖睦爾之子。洪武二年（1379）即汗位，號烏薩哈爾汗，年號天元。明太祖致書勸降，不從。次年，被明將沐英擊敗於和林（今蒙古國烏蘭巴托西南）。十四年，又遭明將徐達襲擊，損失慘重。二十一年，與明將藍玉所率十五萬軍戰於捕魚兒海（今貝爾湖），兵敗，僅惜數十騎脫走，行至土刺河，為蒙古別部領主也速迭兒襲殺。廟號益宗。
133. ↑  柯劭忞. . 中華民國 （中文）. 弟脫古思帖木兒嗣，惠宗第二子也，改元天元。在位十年，國語曰烏薩哈爾汗。